# Linoleogravura

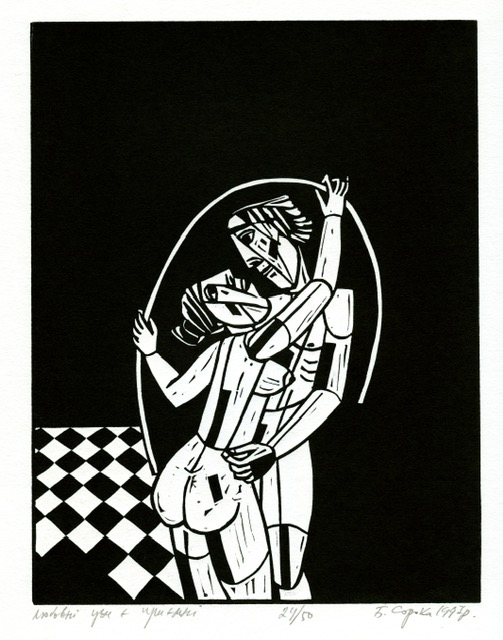
Любовні узи є приємні, linoleogravura feita por Богдан Сорока, em 1997.

Linoleogravura é um processo de gravura semelhante à xilogravura, em que a imagem é recortada em linóleo e colada em uma base de madeira.
O linóleo foi muito usado no século XIX para se fazer pisos e “passadeiras”, e este material foi utilizado pelos artistas europeus do final do século XIX para produzir gravuras. 
Na gravura em linóleo o procedimento é parecido com o da xilogravura, e usa-se os mesmos instrumentos cortantes (goivas). O linóleo é mais maleável que a madeira, permitindo um corte mais "doce". E tal como na xilogravura, a tinta mais indicada é a de impressão.